# Internationale Burgerluchtvaartorganisatie
De in 1947 opgerichte Internationale Burgerluchtvaartorganisatie (Engels: International Civil Aviation Organization of ICAO) is een gespecialiseerde organisatie van de Verenigde Naties die als doel heeft de principes en standaarden voor de internationale luchtvaart op te stellen ter verbetering van het luchtverkeer. Het hoofdkwartier is gevestigd in Montreal (Canada).

## Oprichting
De ICAO werd op 4 april 1947 officieel opgericht door een besluit van de Convention on International Civil Aviation, beter bekend als de Conventie van Chicago op 7 december 1944. Doordat de luchtvaart zich tijdens de Tweede Wereldoorlog sterk had ontwikkeld, ontstond er behoefte aan internationale standaarden en afspraken voor een veilige en ordelijke ontwikkeling van het luchtverkeer. Voorloper van de ICAO was de Provisional ICAO die was opgericht op 7 december 1944 in Chicago door 52 van de 55 aanwezige staten in de "Convention on International Civil Aviation". Het verdrag is op 28 februari 1947 goedgekeurd bij de wet. Het duurde tot 25 april 1947 voordat de vereiste ratificaties door de ondertekenaars van het "Chicago-verdrag" tot stand waren gekomen. Dit is op 3 juni 1947 bekendgemaakt. De eerste voorloper van de ICAO was de ICAN, de International Commission for Air Navigation, opgericht tijdens de conventie van Parijs in oktober 1919.

## Doelen
In het oprichtingsmemorandum worden de volgende doelen gesteld:
- Het garanderen van een veilige en ordelijke groei van de wereldwijde burgerluchtvaart
- Het aanmoedigen van het ontwerpen en gebruiken van vliegtuigen voor vreedzame doeleinden
- Het aanmoedigen van de aanleg van luchtwegen, vliegvelden en navigatiemiddelen voor de burgerluchtvaart
- Het voldoen in de behoefte aan veilig, regelmatig, efficiënt en betaalbaar luchtvervoer
- Het voorkomen van economische verspilling door onredelijke concurrentie
- Garanderen dat de rechten van de deelnemende landen gerespecteerd worden en dat alle deelnemende landen een eerlijke kans krijgen om internationale luchtvaartmaatschappijen te exploiteren
- Het voorkomen van discriminatie tussen lidstaten
- Het aanmoedigen van veilige internationale luchtvaart
- Het aanmoedigen van alle aspecten van de burgerluchtvaart in het algemeen.
- Ook het Verdrag van Chicago (ondertekend in 1944) (over de beveiliging van de burgerluchtvaart) is een belangrijk internationaal verdrag. Annex 17 maakt deel uit van dit verdrag. Het stelt eisen aan de beveiliging van de burgerluchtvaart. Deze eisen omvatten onder meer de verplichting om passagiers en hun bagage te controleren op wapens en explosieven.

## Uitvoering

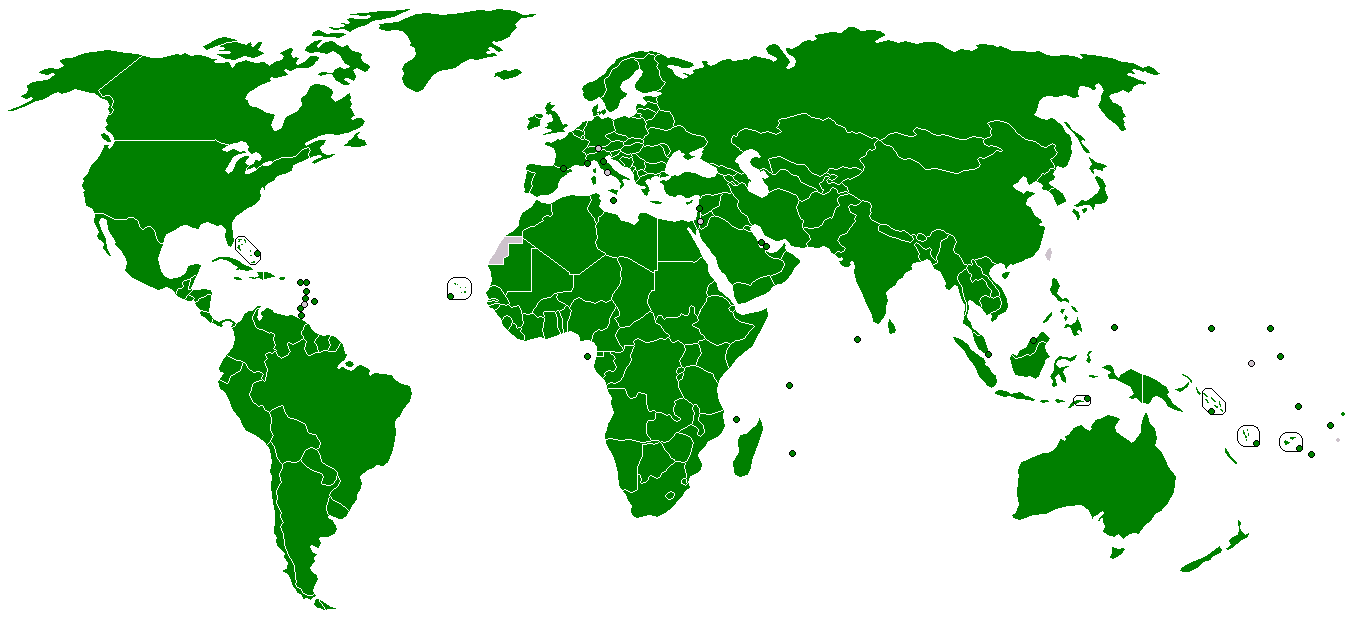
Lidstaten van de ICAO
Lidstaten
Geen lid

- Het uitgeven van Standard and Recommended Practices, SARP, standaarden en aanbevolen handelwijzen.
- Het uitgeven van Procedures voor Air Navigation Services, PANS, Procedures voor de luchtverkeersleiding.
- Het (laten) doen van onderzoek naar mogelijke verbeteringen in de burgerluchtvaart
- Aanbevelingen geven betreffende het ontwerp en prestaties van vliegtuigen en een groot deel van hun uitrusting; de kwalificaties van lijnpiloten, bemanningsleden, verkeersleiders en grond- en onderhoudspersoneel; veiligheidsvoorschriften en -procedures voor internationale luchthavens

De ICAO houdt minstens om de drie jaar een Algemene Vergadering, doorgaans in het hoofdkwartier in Montreal, eind september/begin oktober. De Vergadering kiest de lidstaten die zetelen in de Raad, neemt besluiten op basis van de rapporten van de Raad, en keurt het budget van de organisatie goed.  De Raad publiceert jaarlijks een Verslag. Codering en standaarden worden opgesteld door de Air Navigation Commission (ANC), waarvan de leden worden genomineerd door de lidstaten, maar verkozen door de Raad.
Als belangenorganisatie bij ICAO vanuit de industrie fungeert de International Coordinating Council of Aerospace Industries Associations (ICCAIA), gevestigd in dezelfde kantoren als ICAO te Montreal (Canada). De ICCAIA vertegenwoordigt onder meer de AeroSpace and Defence Industries Association of Europe (ASD).

## Tegenwoordig
Met in 2017 191 deelnemende staten is de ICAO een van de grotere gespecialiseerde organisaties binnen de Verenigde Naties. De ICAO werkt nauw samen met IATA en de Wereld Meteorologische Organisatie (WMO). Hoewel in de voormalige Sovjet-Unie hier en daar nog andere standaarden worden gehanteerd, volgen bijna alle landen de richtlijnen van de ICAO. De organisatie blijft echter doorgaan met het verbeteren van deze standaarden om zo haar doelen te bereiken.

## Codering en standaarden
Een van de door de ICAO uitgegeven standaarden zijn de ICAO-codes. Deze vierletterige codes duiden luchthavens, luchtruimen en weerstations aan en worden gebruikt bij het opstellen van vluchtplannen en in informatie aan piloten.
Ook de standaardisering van biometrische paspoorten gebeurt in het kader van ICAO, en is gepubliceerd in het ICAO-document 9303.

## Klimaatplan CORSIA
Op 6 oktober 2016 kwamen de 191 lidstaten tot een akkoord om de meer dan 1 miljard ton jaarlijkse CO2-uitstoot van de internationale luchtvaart (passagiers en cargo) aan te pakken. Daarbij wordt een compensatieregeling opgesteld onder de naam CORSIA (“Carbon Offsetting and Reduction Scheme for International Aviation”) met financiering van herbebossing en projecten voor duurzame energie, ter waarde van ongeveer 2% van de jaarlijkse inkomsten van de sector. Het programma start in 2020, met vrijwillige deelname tot 2027, waarna de compensatieregeling verplicht wordt. Anderzijds heeft Europa al sedert 2012 een eigen – en strenger – Europees systeem voor emissiehandel (EU-ETS). Op de 40e Algemene Vergadering van ICAO in 2019 werd echter als resolutie aangenomen dat Corsia “de enige wereldwijde marktgebaseerde maatregel voor CO2-uitstoot van de  internationale luchtvaart” moet zijn, een impliciete afwijzing van EU-ETS. Een intern rapport van de EU uit september 2020 dat in maart 2021 uitlekte, toonde echter aan dat CORSIA niet voldoet aan de Europese standaarden, en zelfs het Europese klimaatplan ondermijnt.